# Nadine Dorries
Nadine Dorries (nacida Bargery, 21 de mayo de 1957 en Liverpool), política británica del partido Conservador, desde 2005 es diputada por la circunscripción de Mid Bedfordshire.

## Vida
Se convirtió en secretaria de Estado de Cultura, Medios de Comunicación y Deporte por el primer ministro Boris Johnson en septiembre de 2021.
En 1984, se casó con Paul Dorries y tiene 3 hijos, antes de divorciarse.